# 청도 탁영종택
청도 탁영종택(淸道 濯纓宗宅)은 대한민국 경상북도 청도군 화양읍 토평에 있는 조선시대의 건축물이다. 2008년 2월 18일 경상북도의 기념물 제161호로 지정되었다.

## 개요
선조11년(1578) 紫溪祠를 紫溪書院으로 重建하고 紫溪書院에 탁영선생을 奉安하면서 宗宅이 있는 백곡에도 탁영선생 不祧廟를 건립하였다. 임진왜란 때 왜군에 의해 소실된 바 있고 현종2년(1661) 자계원이 賜額되면서 士林에 의한 私不遷位에서 公不遷位로 賜昇되어 선생의 내외분을 봉향하였다. 이후 헌종10년(1844) 昌潤이 노후된 부조묘를 재건하였으며 다시 1940년에 정면 3칸 측면 1.5칸으로 개축하여 오늘에 이르고 있다.
종택에는 탁영선생의 문집 등을 보관한 永慕閣과 안채, 사랑채, 행랑채 등이 있다.
탁영종택은 여러차례 개축하여 건축적으로는 가치가 미흡하나 역사적으로 濯纓 金馹孫의 기상과 내외적으로 나라를 수호하는 확고한 정신세계는 후손들에게 귀감이 되고 있어 문화재로 보존할 가치가 있으므로 기념물로 指定한다.

## 참고 자료
- 청도 탁영종택 - 국가유산청 국가유산포털